# Cmentarz wojenny w Chełmie

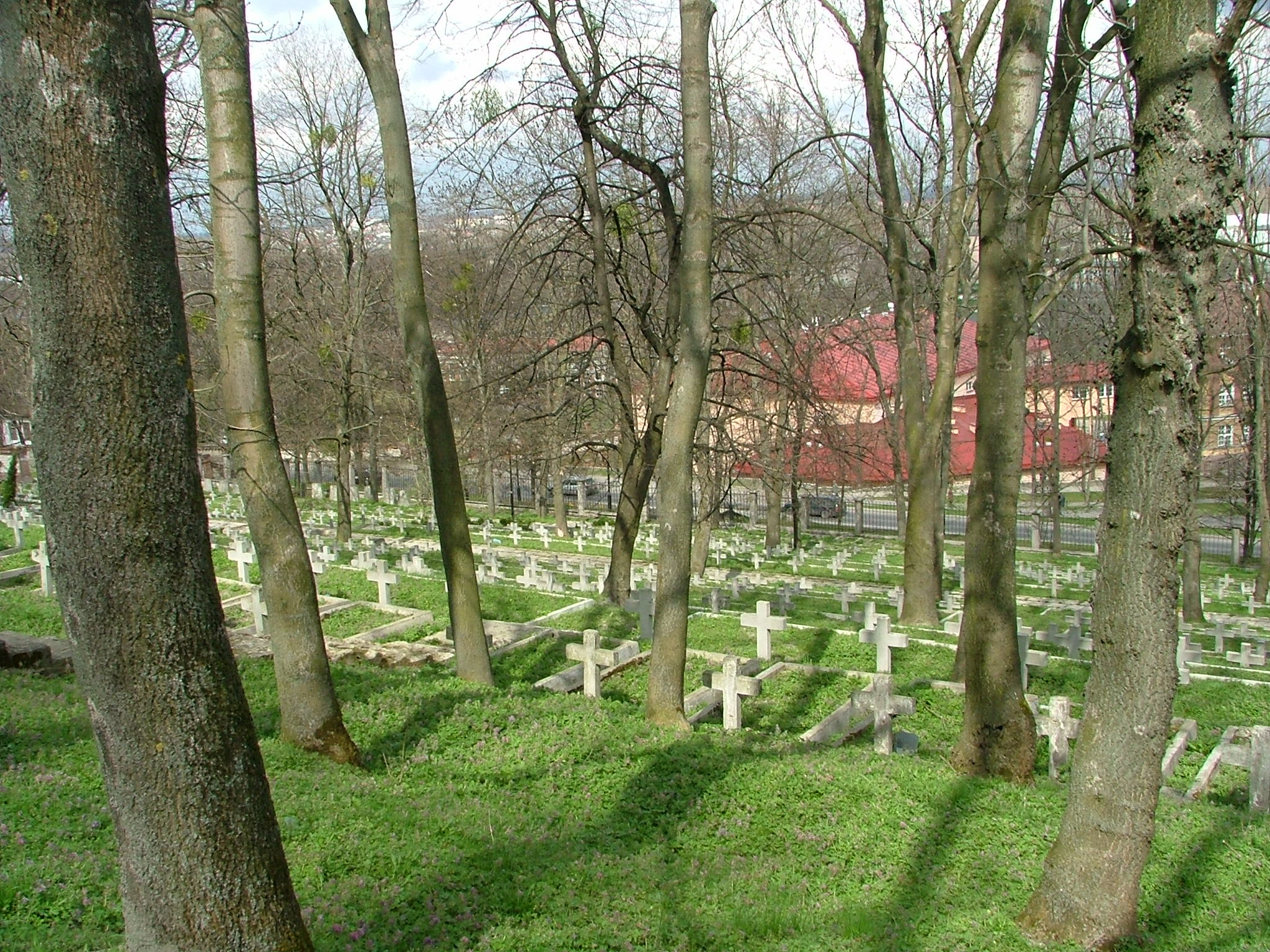
Cmentarz wojenny w Chełmie

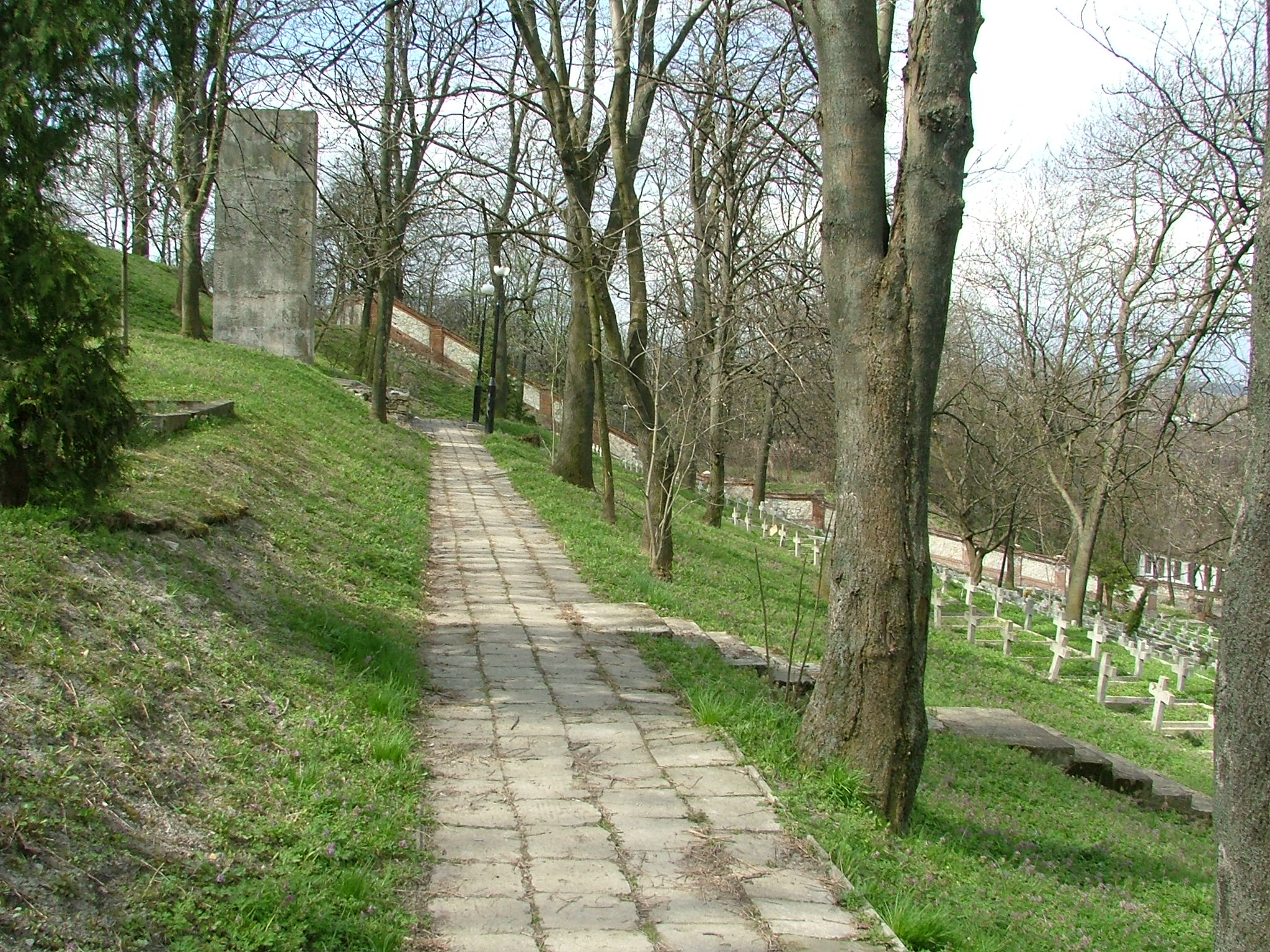
Cmentarz wojenny w Chełmie

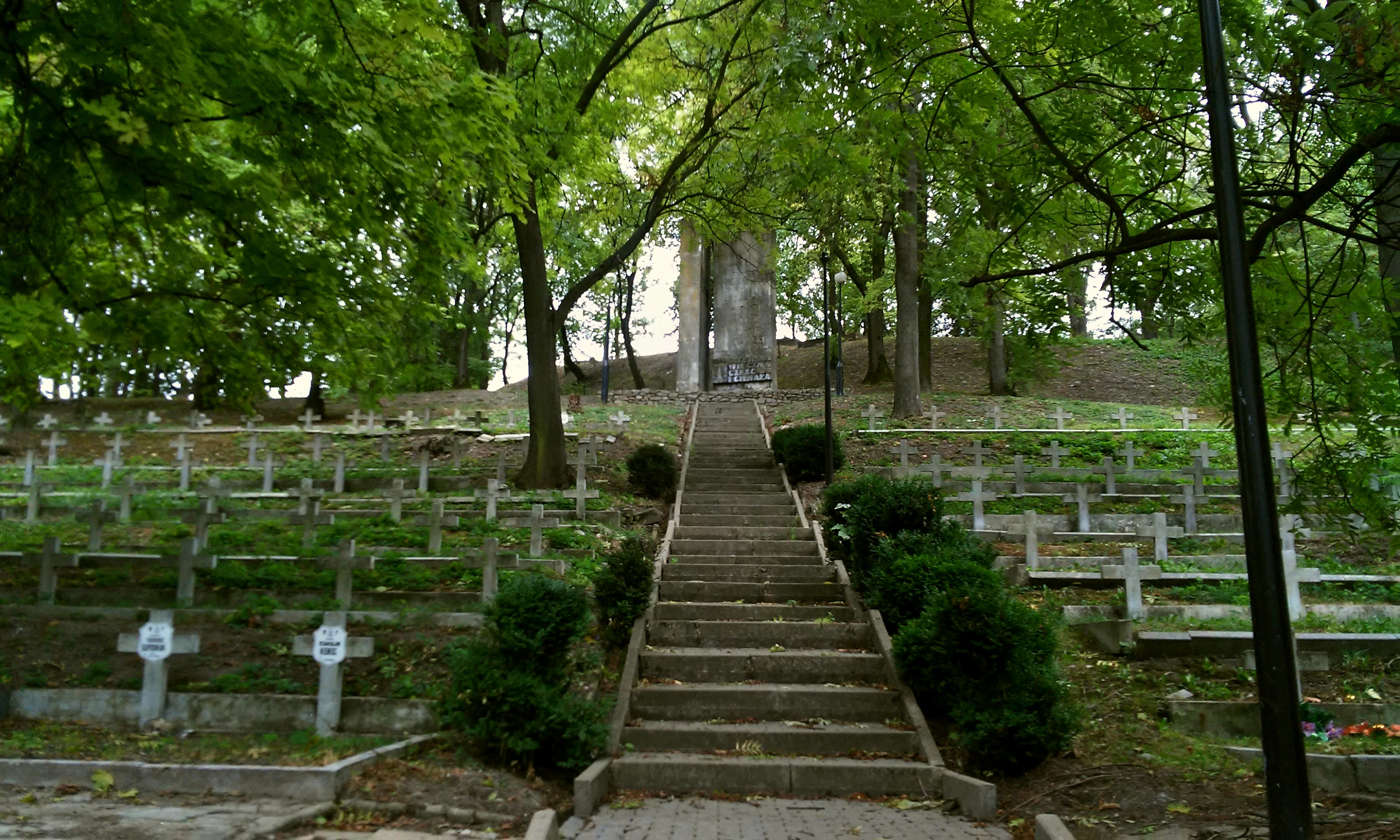

Cmentarz wojenny w Chełmie – cmentarz znajdujący się na północnym stoku Góry Zamkowej w Chełmie, poniżej cmentarza prawosławnego, założony w 1915 r.
Cmentarz schodzi tarasami ku ul. 1 Pułku Szwoleżerów. Jest to najstarszy cmentarz wojenny znajdujący się w Chełmie i w bezpośrednim jego sąsiedztwie.
W najwyższych rzędach, a zarazem w najstarszej części cmentarza, znajdują się mogiły żołnierzy niemieckich i rosyjskich, poległych podczas I wojny światowej. Niżej groby 22 żołnierzy z września 1939 r. Od strony wschodniej na najwyższym poziomie znajduje się zbiorowa mogiła poległych w 1939 r. (12 żołnierzy, z por. Henrykiem Dzianotem).
Na środku umiejscowione są groby żołnierzy Wojska Polskiego. Polegli oni w walkach z polskim i ukraińskim podziemiem w latach 1944–1946 (m.in. 14 żołnierzy WOP). Znajdują się tu również mogiły działaczy lewicowych.
Pierwsze rzędy po zachodniej stronie zajmują groby 60 radzieckich żołnierzy poległych w latach 1944–1945 (wśród nich Kawaler Orderu Virtuti Militari i Bohater Związku Radzieckiego ppłk Nikołaj Fiodorow, który zginął w bitwie partyzanckiej stoczonej pod Wojsławicami 17 kwietnia 1944 r.).
W 1968 r. cmentarz uporządkowano. Wybudowano wówczas schody, które ciągną się pod nasyp starego grodziska. Posiadają one olicowaną czerwonym piaskowcem frontową ścianę oraz wykuty napis: Cmentarz wojenny 1939–1944.
Na szczycie schodów znajduje się pomnik projektu E. Kotyłło. Składa się on z dwóch bloków betonowych oraz z umieszczonej na nich tablicy z białego piaskowca z wyrytym orłem i napisem: Bohaterom wieczna chwała. 1939–1945.